# Traktat z San Ildefonso (1800)
Traktat z San Ildefonso – traktat zawarty 1 października 1800 roku pomiędzy Francją a Hiszpanią. Na mocy jego postanowień Hiszpania zwróciła Luizjanę Francji w zamian za obietnicę utworzenia królestwa Toskanii lub Etrurii z przynajmniej milionem poddanych dla bratanka hiszpańskiego króla, księcia Parmy. Ponadto Francja zobowiązała się do nieprzekazywania Luizjany żadnemu z państw trzecich.